# Klaus Holderbaum
Klaus Holderbaum (* 14. November 1938 in Berlin; † 16. Mai 2023 in Kigo bei Kampala, Uganda) war ein deutscher Diplomat, der unter anderem zwischen 1986 und 1991 Botschafter in Mali, von 1995 bis 1999 Botschafter in Kamerun sowie zuletzt zwischen 1999 und 2003 Botschafter in Uganda war.

## Leben
Holderbaum war der Sohn eines Bankangestellten, der nach dem Zweiten Weltkrieg von Berlin in sein Heimatdorf an der Mosel zurückkehrte. 1949 zog die Familie nach Frankfurt am Main. Holderbaum begann nach dem Abitur ein Studium der Fächer Rechtswissenschaften und Volkswirtschaftslehre, das er mit dem Ersten Juristischen Staatsexamen abschloss. Nach dem Rechtsreferendariat legte er das Zweite Juristische Staatsexamen ab.
1970 begann Holderbaum den Vorbereitungsdienst für den höheren Auswärtigen Dienst und befand sich zwischen 1970 und 1971 in einem praktischen Ausbildungsabschnitt als Attaché an der Botschaft im Vereinigten Königreich. Nach Abschluss der Laufbahnprüfung wurde er 1972 zunächst Legationssekretär sowie am 1. Dezember 1972 Legationsrat im Referat Allgemeines Völkerrecht des Auswärtigen Amtes in Bonn. Danach wurde Holderbaum 1974 Mitarbeiter der Botschaft in Sambia und war dort bis 1977 tätig. Nach einer erneuten Verwendung im Auswärtigen Amt von 1977 bis 1980 war er zwischen 1980 und 1983 Mitarbeiter der Botschaft in der Elfenbeinküste, ehe er zwischen 1983 und 1986 abermals in der Zentrale des Auswärtigen Amtes tätig war.
1986 wurde Holderbaum Botschafter in Mali und verblieb bis zu seiner Ablösung durch Hans-Henning Bruhn 1991 auf diesem Botschafterposten. Im Anschluss fungierte er von 1991 bis 1995 im Rang eines Vortragenden Legationsrates Erster Klasse als Leiter des Arbeitsstabs für humanitäre Hilfe im Auswärtigen Amt. Daneben unterrichtete er im Wintersemester 1994/95 als Lehrbeauftragter an der Ruhr-Universität Bochum (RUB). 1995 wurde er Botschafter in Kamerun und übte dieses Amt bis 1999 aus. Zugleich war er als solcher auch als Botschafter in Äquatorialguinea sowie im Tschad akkreditiert. Daneben unterrichtete er im Sommersemester 1996 abermals als Lehrbeauftragter an der Ruhr-Universität Bochum.
Zuletzt wurde Holderbaum 1999 als Nachfolger von Hans-Joachim Heldt Botschafter der Bundesrepublik Deutschland in Uganda. 2003 trat er in den Ruhestand und wurde daraufhin durch Alexander Mühlen abgelöst.
Nach seinem Ruhestand ließ er sich in Uganda nieder und wurde 2012 vom Präsidenten von Uganda, Yoweri Museveni, zu dessen Berater für Tourismus ernannt. Des Weiteren engagierte sich Holderbaum als Kuratoriumsmitglied für Uganda in dem von Philip, Duke of Edinburgh initiierten Programm Duke of Edinburgh‘s International Award.
Holderbaum starb am 16. Mai 2023 im Mulago National Specialised Hospital in Ugandas Hauptstadt Kampala im Alter von 84 Jahren.